# スティックス (外輪スループ)
HMSスティックス（HMS Styx）は、イギリス海軍の蒸気外輪スループで、1854年に長崎で日英和親条約が結ばれた際に来航していた4隻のうちの1隻。

## 艦歴
- 1841年9月15日-1845年1月：アゾレス諸島探検
- 1845年2月7日-1848年：西アフリカ艦隊
- 1851年7月15日-1854年6月7日：喜望峰艦隊
- 1854年6月7日-1855年4月3日：東インド・中国艦隊
  - 1854年9月7日、東インド・中国艦隊司令官ジェームズ・スターリングに率いられ、旗艦ウィンチェスターの他、エンカウンター、バラクータと共に長崎に来航。10月14日に日英和親条約調印
- 1857年8月26日-1862年2月26日：北米・西インド艦隊

## 参考資料
- HMS Styx: William Loney RN - Victorian naval surgeon
- Alfred King Lewis - The Azores on the Paddle Sloop: Styx